# Julier
Die Julier oder Iulier (lateinisch Iulii oder gens Iulia) waren ein angesehenes altrömisches Patriziergeschlecht, das aus Alba Longa stammte. Ihren Namen leiteten sie vom sagenhaften Stammvater Iulus ab, der Legende nach ein Sohn des trojanischen Adligen Aeneas und Gründer und erster König Alba Longas, der Mutterstadt Roms. Über Aeneas, Sohn der Aphrodite (lateinisch Venus), sahen sich die Julier auch in göttlicher Abstammung. Insbesondere das berühmteste Familienmitglied, der Feldherr, Schriftsteller, Konsul und Diktator Gaius Iulius Caesar, betonte diese königlich-göttliche Herkunft. Aus der Familie der Julier ging die Julisch-Claudische Dynastie, das erste Herrscherhaus des römischen Kaiserreiches, hervor.

## Geschichte
Die gens Iulia, der Familienverband der Julier, war zwar nicht reich, gehörte aber doch zu den alten und sehr angesehenen Familien Roms, obwohl sich nur wenige Mitglieder der Familie politisch hervorgetan hatten: In der Frühzeit der römischen Republik im 5. Jahrhundert v. Chr. findet sich in den Konsularlisten (deren Authentizität in der Forschung umstritten ist) öfter der Name Iulius. 451 war ein Gaius Iulius Iullus Mitglied der Decemviri legibus scribundis, die den Staat grundlegend umgestalten sollten. Für die folgenden Jahrhunderte sind nur zwei iulische Konsuln (267 und 157 v. Chr.) nachgewiesen. Caesars Vater wurde 92 v. Chr. Praetor. Einige Verwandte anderer Familienlinien waren Konsuln und Censoren.
Zur politischen Bedeutung der Julier und einem ihrer größten Söhne siehe auch: Gaius Iulius Caesar.
Mit Caesars Tod starb die direkte (väterliche) Linie der Julier genau wie viele andere uralte Adelsfamilien im 1. Jahrhundert v. Chr. aus. Die Gründe dafür sind trotz zahlreicher Spekulationen nicht bekannt. Der Name Julius lebte aber weiter. Zum einen begründete Caesars Adoptivsohn Octavian unter dem Namen Augustus die Julisch-Claudische Dynastie, zum anderen trugen zahlreiche Freigelassene Caesars und deren Nachkommen weiterhin das Gentilnomen „Iulius“. So finden sich bis ins 4. Jahrhundert hinein zahlreiche Redner und Schriftsteller dieses Namens.

## Bekannte Mitglieder
Im Einzelnen:
- Proculus Iulius, legendäre Figur aus der römischen Königszeit
- Gaius Iulius Iullus, Konsul 489 v. Chr. und wohl auch 482 v. Chr.
- Vopiscus Iulius Iullus, Konsul 473 v. Chr.
- Gaius Iulius Iullus, Konsul 447 v. Chr., 435 v. Chr., 434 v. Chr.
- Lucius (oder Gaius) Iulius Iullus, Militärtribun 438 v. Chr.
- Gaius (oder Gnaeus) Iulius Mento, Konsul 431 v. Chr.
- Lucius Iulius Iullus, Konsul 430 v. Chr.
- Sextus Iulius Iullus, Konsul oder Militärtribun 424 v. Chr.
- Gaius Iulius Iullus, Militärtribun 408 v. Chr., 405 v. Chr., Censor 393 v. Chr.

- Lucius Iulius Libo, Konsul 267 v. Chr.
  - Lucius Iulius Libo
    - Numerius Iulius Caesar
      - Lucius Iulius Caesar
        - Sextus Iulius Caesar
          - (Gaius) Iulius Caesar
            - Gaius Iulius Caesar
              - Sextus Iulius Caesar, Konsul 91 v. Chr.
                - Sextus Iulius Caesar, Quästor 48 v. Chr.

              - Gaius Iulius Caesar (Prätor), Prätor 92 v. Chr.
                - Gaius Iulius Caesar, Konsul 59 v. Chr., Diktator 49 v. Chr. etc.

          - Sextus Iulius Caesar, Konsul 157 v. Chr.
            - Sextus Iulius Caesar, adoptiert von Quintus Lutatius Catulus, nannte sich danach ebenfalls Quintus Lutatius Catulus, Konsul 102 v. Chr.
              - Quintus Lutatius Catulus, Konsul 78 v. Chr.

            - Lucius Iulius Caesar
              - Lucius Iulius Caesar, Konsul 90 v. Chr.
                - Lucius Iulius Caesar, Konsul 64 v. Chr.
                  - Lucius Iulius Caesar († 46 v. Chr.), römischer Politiker der späten Republik

              - Gaius Iulius Caesar Strabo Vopiscus

- Gaius Iulius Divi filius Caesar, bekannt als Octavianus (ab 27 v. Chr. Imperator Caesar Augustus), Konsul 43 v. Chr. etc., Princeps 27 v. Chr. bis 14 n. Chr.
  - Gaius Iulius Caesar, Konsul 1 n. Chr.
  - Lucius Iulius Caesar
  - Tiberius Iulius Caesar Augustus, Konsul 13 v. Chr. etc., Princeps 14 bis 37 n. Chr.
    - Gaius Iulius Caesar Germanicus, Konsul 12, 18
      - Gaius Iulius Caesar Augustus Germanicus, bekannt als Caligula, Konsul 37 etc., Princeps 37 bis 41 n. Chr.

    - Drusus Iulius Caesar, Konsul 15, 21
- Lucius Iulius Graecinus, römischer Senator und Agrarschriftsteller
- Lucius Iulius Vestinus, römischer Ritter
  - Marcus Iulius Vestinus Atticus, Konsul 65
- Lucius Iulius Rufus, Konsul 67
- Gaius Iulius Vindex († 68), Statthalter der römischen Provinz Gallia Lugdunensis
- Tiberius Iulius Lupus († 73), Präfekt der Provinz Ägypten
- Gnaeus Iulius Agricola, nachgewählter Konsul 77
- Tiberius Iulius Celsus Polemaeanus, römischer Suffektkonsul 92
- Publius Iulius Lupus, römischer Konsul 98
- Sextus Iulius Frontinus, Konsul 100
- Lucius Iulius Ursus Servianus, Konsul 102, 134
- Gaius Antius A. Iulius Quadratus, Konsul 105
- Gaius Iulius Quadratus Bassus, römischer Suffektkonsul 105
- Gaius Iulius Longinus, römischer Suffektkonsul 107
- Gaius Iulius Philopappus, römischer Suffektkonsul 109
- Gaius Iulius Proculus, römischer Suffektkonsul 109
- Gnaeus Minicius Faustinus Sextus Iulius Severus, römischer Senator, Suffektkonsul, Statthalter und Feldherr
- Gnaeus Iulius Verus, römischer Feldherr, Suffektkonsul 151 n. Chr. und Statthalter Britanniens
- Gaius Iulius Severus, Konsul 155
- D. Iulius Silanus, Konsul 189
- Gaius Iulius Erucius Clarus Vibianus, Konsul 193
- Publius Iulius Scapula Tertullus Priscus, Konsul 195
- Iulius Asper (Flamen), römischer Priester (flamen) im Jahr 201
- Gaius Iulius Asper (2. und 3. Jahrhundert), römischer Politiker und Senator, Konsul unter Commodus und noch einmal 212
- Gaius Iulius Camilius Asper (3. Jahrhundert), römischer Politiker und Senator, Konsul 212, Sohn des Letzteren
- Gaius Iulius Camilius Asper (Suffektkonsul), römischer Politiker und Senator, Suffektkonsul, Sohn des Letzteren
- Iulius Martialis, Mörder Caracallas
- Imp. Caesar C. Iulius Verus Maximinus Augustus, Konsul 236
- Imp. Caesar M. Iulius Philippus Augustus; Konsul 245, 247, 248
- M. Iulius Severus Philippus Caesar, Konsul 247, 248
- Iulius Placidianus, Konsul 273
- Iulius Asclepiodotus, Konsul 292
- Flavius Iulius Crispus Caesar, Konsul 318, 321, 324
- Flavius Iulius Constantius Caesar, Konsul 326, 339, 342, 346, 352, 353, 354, 356, 357, 360
- Flavius Iulius Dalmatius, Konsul 333
- Flavius Iulius Constantius, Konsul 335
- Flavius Iulius Constans Augustus, Konsul 339, 342, 346
- Flavius Iulius Sallustius, Konsul 344
- Lucius Iulius Vehilius Gratus Iulianus, römischer Offizier (Kaiserzeit)
- Gaius Iulius Antiochianus, römischer Offizier (Kaiserzeit)
- Gaius Iulius Gallus, Konsul 124
- Lucius Iulius Frugi, Konsul 115
- Lucius Iulius Romulus, Konsul 152
- Tiberius Iulius Candidus (Arvalbruder), römischer Priester
- Tiberius Iulius Candidus Caecilius Simplex, römischer Priester und Arvalbruder
- Tiberius Iulius Candidus Capito, römischer Politiker, Suffektkonsul 122
- Tiberius Iulius Candidus Marius Celsus, römischer Politiker, Konsul 86 und 105
- Tiberius Iulius Rufus, römischer Soldat
- Quintus Iulius Bovius Avitus, römischer Offizier (Kaiserzeit)
- Quintus Iulius Proculeianus, römischer Statthalter
- Gaius Iulius Bassus (Konsul 139), römischer Suffektkonsul 139
- Gaius Iulius Bassus (Statthalter), römischer Statthalter
- Lucius Iulius Titus Statilius Severus, römischer Suffektkonsul 155
- Gaius Iulius Geminus Capellianus, römischer Suffektkonsul 16
- Gaius Iulius Barbarus, römischer Offizier (Kaiserzeit)
- Sextus Iulius Sparsus, römischer Suffektkonsul 88
- Quintus Iulius Balbus (Konsul 85), römischer Suffektkonsul
- Quintus Iulius Balbus (Konsul 129), römischer Suffektkonsul
- Quintus Iulius Maximus, römischer Offizier (Kaiserzeit)
- Gaius Iulius Capito, römischer Offizier (Kaiserzeit)
- Gaius Iulius Flaccus Aelianus, römischer Statthalter
- Gaius Iulius Iulianus, römischer Suffektkonsul 150
- Gaius Iulius Iulianus (Präfekt), römischer Offizier (Kaiserzeit)
- Gaius Iulius Iuvenalis, römischer Konsul
- Gaius Iulius Paullus, römischer Offizier (Kaiserzeit)
- Gaius Iulius Proclus, antiker römischer Unternehmer
- Gaius Iulius Publilius Pius, römischer Offizier (Kaiserzeit)
- Gaius Iulius Rufinus, römischer Offizier (Kaiserzeit)
- Gaius Iulius Scapula (Konsul 139), römischer Politiker
- Gaius Iulius Scapula (Senator), römischer Politiker, Sohn des Konsuls von 139
- Gaius Iulius Severus (Konsul um 138), römischer Konsul (um 138)
- Gaius Iulius Silanus, römischer Suffektkonsul (92)
- Gaius Iulius Victor, römischer Verfasser (möglicherweise gallischer Herkunft) von Handschriften über die Rhetorik
- Lucius Iulius Iucundus, römischer Offizier (Kaiserzeit)
- Lucius Iulius Messala Rutilianus, römischer Suffektkonsul 192
- Lucius Iulius Proculianus, römischer Suffektkonsul 179
- Lucius Iulius Marinus Caecilius Simplex, römischer Statthalter
- Marcus Iulius Agrippa, römischer Offizier (Kaiserzeit)
- Marcus Iulius Martius, römischer Centurio
- Tiberius Iulius Agricola, römischer Offizier (Kaiserzeit)
- Tiberius Iulius Secundus, römischer Suffektkonsul (116)
- Tiberius Iulius Italicus, römischer Centurio
- Titus Iulius Arrianus, römischer Offizier (Kaiserzeit)
- Titus Iulius Pollio, römischer Offizier (Kaiserzeit)
- Titus Iulius Ustus, römischer Offizier (Kaiserzeit)
- Flavius Iulius Catervius, Heiliger der katholischen Kirche
- Gaius Iulius Artemo, römischer Offizier (Kaiserzeit)
- Tiberius Iulius Viator, römischer Offizier (Kaiserzeit)
- Lucius Iulius Marinus, römischer Statthalter
- Gaius Iulius Rogatianus, römischer Offizier (Kaiserzeit)
- Titus Calestrius Tiro Iulius Maternus, römischer Statthalter
- Gaius Memmius Fidus Iulius Albius, römischer Konsul
- Gaius Iulius Apollinaris, römischer Centurio
- Gaius Iulius Augurinus, Angehöriger des römischen Ritterstandes
- Gaius Iulius Celer, römischer Centurio (Kaiserzeit)
- Gaius Iulius Corinthianus, römischer Offizier (Kaiserzeit)
- Gaius Iulius Dio(…), antiker römischer Toreut
- Gaius Iulius Ianuarius, römischer Offizier (Kaiserzeit)
- Gaius Iulius Karus, römischer Ritter (Kaiserzeit)
- Gaius Iulius Lepidus, römischer Centurio
- Gaius Iulius Maritimus, römischer Centurio (Kaiserzeit)
- Gaius Iulius Septimius Castinus, römischer Suffektkonsul (Kaiserzeit)
- Gaius Iulius Serenus, römischer Offizier (Kaiserzeit)
- Gaius Iulius Tarius Titianus, Konsul
- Gaius Iulius Valerianus, römischer Centurio (Kaiserzeit)
- Gnaeus Iulius Rufus, römischer Centurio
- Marcus Iulius Avitus, römischer Centurio
- Marcus Iulius Cossutus, römischer Centurio
- Marcus Iulius Paternus, römischer Centurio
- Marcus Iulius Quadratus, römischer Centurio (Kaiserzeit)
- Marcus Iulius Rufus, römischer Centurio
- Publius Iulius Aemilius Aquila, römischer Statthalter
- Publius Iulius Geminius Marcianus, römischer Suffektkonsul
- Quintus Iulius Aquila, römischer Centurio
- Titus Iulius Maximus, römischer Suffektkonsul (112)
- Sextus Iulius Possessor, römischer Ritter (Kaiserzeit)
- Gaius Iulius Ingenuus, römischer Senator (Kaiserzeit)
- Iulius (Heermeister), Heermeister (magister militum) unter Theodosius I. um 378 n. Chr.

## Heutige Verwendungen
Heute werden Julius und Julia als Vornamen verwendet. Der Monatsname Iulius (Juli) sowie der Begriff Julianischer Kalender stammen vom Namen Julius ab.
Im Weiteren ist der Name der Julischen Alpen etymologisch auf die Julier zurückzuführen.
Beim Namen Julier als Kurzform für den  Julierpass handelt es sich hingegen um ein homophones Wort, welches sich etymologisch von "julo" (gallisch für "Joch, Pass") ableitet.